# Malý Javorník
Malý Javorník (1019 m n.p.m.) – szczyt w pasmie górskim Jaworników w Karpatach Zachodnich. Biegnie przez niego granica państwowa czesko-słowacka. Jest najwyższym szczytem tych gór, na który sięga terytorium Czech (tu: Moraw).

## Położenie
Szczyt leży w głównym grzbiecie Jaworników, rozdzielającym tu doliny Górnej Beczwy (na północy) i Wagu (na południu), pomiędzy Wielkim Jawornikiem na wschodzie a Stolečným na zachodzie. W kierunku północnym szczyt wysyła jedynie krótki grzbiet, niknący wkrótce u spływu drobnych cieków źródłowych potoku Stanovnice (dopływu Górnej Beczwy). Natomiast w kierunku południowo-wschodnim od szczytu odchodzi grzbiet, który przez Sedlo Adamkov (858 m) i szczyt Adamkov (937 m) rozwija się w długie na 24 km, rozgałęzione ramię górskie; przez szczyty Kaniakova skala (1019 m), Orgoňova Kýčera (959 m), Bukovina (638 m) i Lopatina (570 m) schodzi ono do samego Wagu w rejonie Powaskiej Bystrzycy. Na południowo-zachodnich zboczach góry ma swe źródła Marikovský potok, natomiast na zboczach południowo-wschodnich potok Papradnianka.

## Charakterystyka
Szczyt ma formę niewysokiej kopy, wznoszącej się tu 50-80 m ponad linię głównego grzbietu. Jego stoki są strome, słabo rozczłonkowane, zalesione. Ze względu na specyficzny przebieg granicy do Czech należy jedynie 1/4 szczytu (sektor północno-zachodni).
Na zachód od szczytu, po północnej stronie głównego grzbietu, znajduje się czeski rezerwat przyrody Malý Javorník.

## Turystyka
Przez szczyt, głównym grzbietem Jaworników, biegnie znakowany kolorem czerwonym dalekobieżny szlak turystyczny Via Czechia (część południowa). Na odcinku w rejonie opisywanego szczytu jest on często używany również przez rowerzystów. Od strony słowackiej na szczyt wyprowadzają żółto znakowany szlak z przysiółka Ráztoka wsi Horná Mariková oraz niebieski szlak, wiodący wzdłuż wspomnianego długiego ramienia z samej Powaskiej Bystrzycy. Z głównego grzbietu w kilku miejscach ograniczone widoki na Beskid Śląsko-Morawski z Łysą Górą (na północy) lub na Góry Strażowskie (na południu).
Na głównym grzbiecie, w odległości ok. 300 m na wschód od szczytu, w sezonie letnim funkcjonuje niewielki bufet pod nazwą „Bistro Vintrovka”.